# エルマイラ・パイオニアーズ
エルマイラ・パイオニアーズ（Elmira Pioneers）は、アメリカ合衆国のアマチュア野球球団のひとつ。本拠地はニューヨーク州エルマイラのダン・フィールド。
歴史は長く、それぞれの時期によって複数のアマチュアリーグや独立リーグに加盟している。また、球団名も時期によって異なっていた。

## 球団の歴史

### 創設期
19世紀
- 1885年 - ニューヨーク・ステート・リーグに「エルマイラ・コロネルズ」として参加し、この年限りで脱退。
- 1888年 - 「エルマイラ・ベースボールクラブ」に改名し、セントラルリーグに加盟。この年限りでリーグが解体した。
- 1889年 - 「エルマイラ・ホッテントッツ」に改名し、ニューヨーク・ステート・リーグに再加盟。
- 1891年 - 「エルマイラ・グラディエーターズ」に改名し、同年発足したニューヨーク・ペンリーグに加盟した。
- 1892年 - イースタンリーグに加盟し、この年限りで脱退。
- 1895年 - 「エルマイラ・パイオニアーズ」に改名し、ニューヨーク・ステート・リーグに再加盟。この年限りで脱退。
- 1900年 - アトランティックリーグに加盟。その後ニューヨーク・ステート・リーグに加盟するも再び脱退。

20世紀
- 1908年 - 創設当初の「エルマイラ・コロネルズ」に改名し、ニューヨーク・ステート・リーグに加盟。1914年に初優勝。1917年シーズンでリーグが解体。
- 1923年 - 同年発足したニューヨーク・ペンリーグに「エルマイラ・レッドジャケッツ」として加盟。同年、イースタンリーグにも加盟。
- 1924年 - 再び「エルマイラ・コロネルズ」に改名。
- 1932年 - 「エルマイラ・レッドウィング」に改名。
- 1935年 - 「エルマイラ・パイオニアーズ」に改名。

### ファーム球団時代
1930～50年代
- 1936年 - ボストン・レッドソックスと1年間のみ提携した。
- 1937年 - 13年ぶりに創設当初の「エルマイラ・コロネルズ」に改名。優勝を果たすも、この年限りでニューヨーク・ペンリーグが解体。所属リーグがイースタンリーグのみとなる。
- 1938年 - 「エルマイラ・パイオニアーズ」に改名。ブルックリン・ドジャースと提携。イースタンリーグ初優勝。
- 1941年 - デトロイト・タイガースと提携。3年ぶり2度目の優勝を果たした。
- 1943年 - フィラデルフィア・フィリーズと提携。2年ぶり3度目の優勝。
- 1945年 - セントルイス・ブラウンズと提携。
- 1950年 - ブルックリン・ドジャースと再び提携。
- 1955年 - シーズン終了後にイースタンリーグ脱退。ドジャースとの提携も解消。
- 1957年 - ニューヨーク・ペンリーグ（以前加盟していた同名のリーグとは異なるリーグ）に加盟。ワシントン・セネターズと提携。
- 1959年 - フィリーズと再び提携。

1960～90年代
- 1961年 - このシーズンを最後にニューヨーク・ペンリーグ脱退。
- 1962年 - イースタンリーグに復帰。ボルチモア・オリオールズと提携。19年ぶり4度目の優勝を果たす。
- 1964年 - 2年ぶり5度目の優勝、1966年には通算6度目の優勝を果たした。
- 1969年 - カンザスシティ・ロイヤルズ、サンディエゴ・パドレスの2球団と提携。
- 1970年 - オフに2球団との提携を解消。
- 1971年 - 「エルマイラ・ロイヤルズ」に改名したが、ロイヤルズとの提携は存続しなかった。5年ぶり7度目の優勝。
- 1972年 - 現在の「エルマイラ・パイオニアーズ」に改名した。クリーブランド・インディアンスと提携。シーズン終了後にイースタンリーグ脱退。
- 1973年 - ニューヨーク・ペンリーグに復帰。レッドソックスと提携したが同年解消。
- 1976年 - ニューヨーク・ペンリーグでの初優勝を果たす。
- 1979年 - レッドソックスと再び提携。
- 1980年 - レッドソックスとの提携を解消。
- 1984年 - レッドソックスと再び提携。
- 1993年 - フロリダ・マーリンズと提携。
- 1995年 - このシーズンを最後にニューヨーク・ペンリーグ脱退。マーリンズとの提携も解消した。

### 独立リーグ時代
- 1996年 - ノース・イーストリーグに加盟した。
- 1997年 - 初優勝。
- 2005年 - ノース・イーストリーグを再編成したカナディアン・アメリカン・リーグに加盟したが、球団会社の経営不振により同年をもってリーグから撤退した。

### アマチュア球団時代
- 2006年 - このシーズンよりニューヨーク大学野球リーグに加盟し、アマチュア球団として再出発した。2006年度の成績は19勝24敗であった。
- 2007年 - 初の地区優勝、そしてリーグ優勝を果たす。
- 2010年 - 2度目の地区優勝。
- 2011年 - パーフェクトゲーム大学野球リーグに加盟。

## 球団所有者
- 独立リーグに加盟した1996年から2002年までは、ジョン・アーウィンを筆頭オーナーとするエルマイラ・ベースボール有限会社が球団を保有した。
- 2002年、シーレックス・コーポレーションが球団を保有し、筆頭オーナーにフィル・クラマーのほか、野茂英雄、伊良部秀輝、マック鈴木、佐野慈紀が就任した。

## 戦績
- リーグ優勝：10回（1914, 1936-1938, 1941, 1943, 1962, 1971, 1976, 1997）
- 地区優勝：2回（2000, 2001）
- 独立リーグでの通算成績：407勝458敗（.471）